# تیرا ابوت
تیرا ابوت (زاده ۲۹ سپتامبر ۱۹۹۰) یک هنرپیشه و بدلکار آمریکایی است.
اولین نقش ابوت در فیلم کوتاه بچه نگهدار بود.
ابوت در مدرسه Stundkids.com شرکت کرد و در چندین هنر رزمی از جمله تکواندو و کیک بوکسینگ تایلندی تسلط یافت. او همچنین شیرین‌کاری انجام می‌دهد.
علاوه بر این او بسیاری از تبلیغات تلویزیونی در ایالات متحده را فیلمبرداری کرد.

## فیلم‌شناسی (انتخابی)
- ۲۰۰۳: بچه نگهدار (فیلم کوتاه)
- ۲۰۰۴: بدون ردی (مجموعه تلویزیونی، یک قسمت)
- ۲۰۰۴–۲۰۰۷: Unfabulous (سریال تلویزیونی، سه قسمت)
- ۲۰۰۸: گاردن پارتی